# Un vampire ordinaire
 (juillet 2024).
Si vous disposez d'ouvrages ou d'articles de référence ou si vous connaissez des sites web de qualité traitant du thème abordé ici, merci de compléter l'article en donnant les références utiles à sa vérifiabilité et en les liant à la section « Notes et références ».
Un vampire ordinaire est un roman fantastique de Suzy McKee Charnas publié pour la première fois en anglais, sous le titre The Vampire Tapestry, en 1980 aux États-Unis puis traduit et publié en français en 1982. Constitué de cinq sections, le récit met en scène le professeur Weyland, un vampire qui se comporte en prédateur froid et rationnel pour préserver sa tranquillité. La troisième de ces sections, la plus fameuse, le montre engagé dans une analyse et a été adaptée au théâtre.